# Opzione europea
Un'opzione europea, strumento finanziario appartenente alla famiglia dei contratti derivati, fornisce al suo compratore il diritto (ma non l'obbligo) di comprare (opzione call) o vendere (opzione put) ad un prezzo prefissato (detto prezzo d'esercizio o prezzo strike) e per un premio prefissato una particolare attività finanziaria (azioni, titoli a reddito fisso, valuta o, più raramente, merci) - ma con facoltà di vendere o comprare (se il prezzo d'esercizio sarà vantaggioso rispetto al prezzo di mercato corrente dell'attività in questione e al premio) limitata alla sola data di scadenza (expiring date). 
Si contrappone all'opzione americana, che estende il diritto d'opzione all'intero periodo. 